# Семёнов, Игорь Леонидович
Семёнов, Игорь Леонидович (род. 29 октября 1967, Орёл) — политик, журналист, писатель
; руководитель русского национально-патриотического движения в Орловской области в 1991—2000 годах. Автор книг «Тайная миссия Христа», изданной в 2010 году в издательствах «Феникс» (Ростов-на-Дону) и «Алгоритм-книга» (Москва), «Как мы изгоняли Ельцина» (издательство Lulu Press, USA), «История и достопримечательности провинций Ирана» (издательство «Ридеро», Екатеринбург)., «Иисус Христос — царь Парфии» (издательство «Ридеро», Екатеринбург). "Белое солнце Красного шайтана". Он так же является редактором двух сборников "Вклад моей семьи в Великую Победу" и "Патриотизм- веление времени". Его считают автором парфянской теории происхождения Христа и христианства.

## Биография
,Воспитывался в военной среде. Служил в Пограничных войсках КГБ СССР на афганской границе. Участник вывода советских войск из Афганистана. В соответствии с Указом от 28.12.1988 года, за подписью Генерального секретаря ЦК КПСС М. С. Горбачёва награждён почётной грамотой Президиума Верховного Совета СССР «За мужество и воинскую доблесть, проявленные при выполнении интернационального долга в Республике Афганистан». После участия в специальных операциях Советской Армии в Афганистане, 23.02.1989 года был награждён Министром обороны СССР маршалом Д. Т. Язовым наручными часами «За образцовое выполнение воинского долга по оказанию интернациональной помощи Республике Афганистан». Имеет и другие награды. Женат на Танаевой Елене (с 1996 года). По косвенным данным владеет арабским, фарси, английским, французским и немецким языками в той или иной степени. Увлекается самостоятельным туризмом, историей, политикой, спортом.
С мая 1991 года по  по июнь 2000 года председатель Русской партии Орловской области. В марте 1993 года на съезде Русской партии России в Москве был избран заместителем председателя Русской партии России полковника В. И. Милосердова.
В период политической деятельности был известен, как активный противник политического курса, проводимого в России президентом Ельциным и его окружением. Всегда называл правление Ельцина оккупационным, воровским режимом. В своем первом же интервью в ранге председателя Русской партии в газете «Поколение» высказался за необходимость развития России по национально-патриотическому пути, показал себя как ненавистник США, Израиля и сионизма, как сторонник укрепления и развития силовых структур — КГБ, МВД и армии. За несколько дней до ввода ГКЧП на страницах газеты «Орловская правда» призвал к введению Чрезвычайного положения для спасения страны. В августе 1991 года в период ГКЧП был заметен в рядах противников демократических преобразований. Члены, возглавляемой им, организации устраивали потасовки с местными демократами.
В декабре 1991 года Семенов оказался единственным среди сотен представителей демократической общественности, собравшихся в мэрии города Орла, кто проголосовал против развала СССР. 
11.01.1992 года Семёнов был организатором первого массового митинга оппозиции в Орле против либерализации цен и экономических реформ, проводимых Б. Ельциным и Е.Гайдаром.
Весной 1992 года Семёнов организовал ряд агитационных пикетов с призывом поддержать Приднестровскую республику, подвергшуюся нападению со стороны Молдавии. Был организован сбор финансовых средств в Фонд обороны Приднестровья. Отправлены добровольцы для обороны непризнанной республики.
С 11 по 22 июня 1992 года являлся начальником штаба национально-патриотических сил по осаде так называемой «Империи лжи» — ТЦ «Останкино» в Москве. По мнению очевидцев, именно он и руководитель петербургского отделения Русской партии Н. Бондарик, развернули колонны демонстрантов от ВДНХ на центр Москвы, в результате чего 22.06.1992 года были спровоцированы кровавые беспорядки в центре столицы. В их Семёнов получил многочисленные ушибы.
В марте 1993 года Семёнов, по мнению орловских демократических кругов, сыграл основную роль в избрании губернатором Орловской области бывшего секретаря ЦК КПСС Е. С. Строева вместо демократического кандидата Н. П. Юдина, возглавлявшего до этого Администрацию области. Но из-за своих ультранационалистических взглядов, как считали представители либеральной общественности, и под давлением демократических сил, он не смог получить какой-либо официальный пост в администрации Строева. При этом, по мнению демократических кругов, он на протяжении двух лет, по сути, являлся «серым кардиналом» областной администрации, занимая кабинет в правом крыле здания Администрации. Данное помещение использовалось им, как штаб Русской партии Одновременно с этим, он, будучи корреспондентом телевизионного агентства «Накануне», совместно с главным редактором канала, бывшим майором КГБ Мосиным, определял лицо и политику этого телеканала, ставшего рупором антидемократических сил в области. Штат телеканала на 2/3 был укомплектован членами Русской партии.
В марте 1993 года сопровождал руководителя Русского Национального Собора генерала-майора КГБ А. Н. Стерлигова в его агитационной поездке по городам России.
В октябре 1993 года, во время противостояния сторонников Президента и Верховного Совета РФ, Семёнов организовал в Орле Русское народное ополчение им. Минина и Пожарского. Члены ополчения совместно с членами Русской партии выезжали в Москву, где участвовали в обороне «Белого дома». Во время штурма телецентра «Останкино» Семёнов получил огнестрельные ранения. Корреспондент «Московских новостей» восстанавливая хронологию и подробности штурма телецентра, использовал рассказ Семёнова о случившемся.
В августе 1994 года под давлением демократической общественности и из-за возникших разногласий с губернатором области Е. С. Строевым, Семёнов со своим штабом покинул здание областной администрации, ушел вместе со всеми членами Русской партии с телеканала «Накануне». В начале 1995 года Семёнов охарактеризовал губернатора Строева и его окружение, как преступную мафию, служащую интересам «жидов» и кавказцев. После этого, возглавляемая им организация оказалась в опале у орловских властей.

### Арест
В январе 1996 года Семёнов был арестован. В отношении него, как показал, состоявшийся в сентябре 1997- июне 1998 гг. судебный процесс, было сфабриковано обвинение в соучастии в убийстве. Следствие велось с многочисленными нарушениями уголовно-процессуальных норм, сроков содержания под стражей, фальсификацией документов и показаний свидетелей. Было обнаружено более 950 нарушений и фальсификаций (!). Лица, осужденные за убийство, были искусственно причислены к партии, возглавляемой Семёновым. Всплыли данные о применении пыток в отношении Семёнова. Когда следствие зашло в тупик, и стало понятно, что Семёнова не удастся причислить к группе убийц, было возбуждено еще несколько уголовных дел за его нелицеприятные высказывания в адрес евреев и «лиц кавказской национальности», сделанные им в 1993—1994 годах.  Получилось, что на протяжении 4-5 лет эти высказывания на митингах никого не "возбуждали", но когда понадобилось прикрыть действия прокуратуры Орловской области и иных лиц, причастных к фабрикации уголовного дела, слова Семенова оказались преступными. Так же Семёнову пытались инкриминировать подготовку к совершению убийств евреев по списку, обнаруженному у него в ходе обыска. Но выяснилось, что это был список евреев, приехавших в 1917 году в запломбированном вагоне вместе с В. И. Лениным, делать в России революцию.
3 июня 1998 года приговором Орловского областного суда Семёнов был признан невиновным в соучастии в убийстве. Более того, Семенова освободили из-под стражи за два месяца до вынесения приговора, хотя прокурор просил 12 лет лишения свободы для него. Но его признали виновным в разжигании межнациональной розни с евреями и «лицами кавказской национальности» по ст. 74 УК РСФСР (ныне ст. 282 УК РФ), и в создании организации, посягающей на права граждан, и назначили наказание в виде двух лет лишения свободы, которые Семёнов к тому времени уже отсидел. Семёнов оказался первым гражданином демократической России, которого посадили в тюрьму по этой статье. До этого виновным давались только условные сроки. Кроме того, суд, после приведённых Семеновым доказательств, признал иудаизм человеконенавистнической религией (лист приговора № 25 оборот). Коллегия Верховного суда РФ данную формулировку не отменила и не признала незаконной. По этой причине Семенов вообще не стал оспаривать приговор. Он заявил, что обвинительное заключение для него все равно, что Георгиевский крест для солдата Царской армии и звание Героя Советского Союза для коммуниста. 
В заявлении от 15 февраля 1999 года в адрес Государственной Думы РФ и в другие инстанции, начальник Управления уголовного розыска УВД Орловской области полковник В.В. Стеблецов, заместитель начальника Управления уголовного розыска УВД Орловской области полковник П.А. Бабенков и руководитель одного из отделов Управления уголовного розыска УВД Орловской области полковник И.И. Пахомов сообщили, что Игорь Семенов находился в тюремных застенках по сфабрикованному обвинению, по вине заместителя Прокурора Орловской области Маевского. Более того, они отметили,что в Орловской области существовала система уничтожения всех несогласных.  

### Освобождение
Выход Семенова на свободу был встречен овациями его многочисленных сторонников. Прямо на выходе ему были вручены удостоверение и знак члена «Союза офицеров». Как показал ход дальнейших событий, это было не случайно. Семёнов вновь воссоздал все партийные структуры. В феврале 1999 года он со своими соратниками разоблачил наркотический притон, потребовал от руководства УВД и прокуратуры его закрытия и привлечения виновных к уголовной ответственности. Наркопритон вскоре был закрыт. Им также были организованы мероприятия по разоблачению еще нескольких наркопритонов.   После чего, 13.04.2000 года, на Семенова было совершено покушение. Он получил ножевое ранение. В марте 1999 года Семёнов организовал ряд мероприятий, осуждающих бомбардировки Югославии войсками НАТО и США. В дальнейшем Семенов И. Л. был замечен в близком окружении бывшего начальника Южного направления и Главного оперативного управления Генерального штаба вооруженных сил СССР генерала-лейтенанта В. А. Соломатина и бывшего члена Политбюро ЦК КПСС О. С. Шенина. По косвенным данным выезжал в Чечню и осуществлял ряд специальных операций. 

### Повторный арест
Прикрываясь руководством политической партии, Семёнов на самом деле подготавливал военный переворот в стране. Об этом поведала газета «Известия» от 6.07.2000 года, после того как Семёнов вновь был арестован сотрудниками ФСБ РФ. В этот раз ему, после некоторой паузы, было предъявлено обвинение только в хранении огнестрельного оружия. У Семёнова и активиста его организации подполковника Воздушно-десантных войск В. В. Ведешина был изъят целый арсенал оружия, взрывчатых веществ, боеприпасов, средств связи и военной амуниции. Следствие велось в режиме особой секретности. ФСБ, по непонятным причинам, долгое время вообще пыталось скрыть арест Семёнова. Считается, что Семёнов был осуждён на три с половиной года по статье 222 УК РФ. Но при этом, в действительности, он участвовал в восстановлении и реставрации Троице-Васильевского храма в Орле. Согласно книге "Как мы изгоняли Ельцина", он решил продолжать выполнять свой патриотический долг даже находясь в застенках. Согласно этой книге, Семенов стал жертвой победных разборок между сотрудниками госбезопасности и генералов Министерства обороны и Генерального штаба Вооруженных сил России, поскольку он отказался изменить воинской присяге.
В период обоих судебных процессов, Семенову регулярно оказывали горячую поддержку не только национально-патриотические партии, но и различные радикальные коммунистические организации, члены КПРФ, ветеранские структуры, ветераны Великой Отечественной войны, в частности, орденоносец, штурмовавший Рейхстаг П.К. Гнездилов и А.И. Ветров,  который, будучи подростком, спас от фашистов в годы войны сбитого советского летчика (он был общественным защитником на суде), священники Русской Православной Церкви. На его защиту вставали лидеры пионерской организации и даже местного отделения Демократической партии России. Его общественными защитниками на процессах являлись депутаты областной Думы и известный экзорцист (человек, умеющий изгонять бесов из душ людей) отец Владимир (Гусев). В суды и прокуратуру направлялись письма в его поддержку от нескольких депутатов Государственной Думы, в частности, от полковника В. И. Алксниса и генерала А. М. Макашова. Материалы уголовных дел переполнены заявлениями подобных организаций и лиц в защиту Семёнова. 
В 2000 году орловскими ультрарадикальными коммунистическими организациями был создан «Комитет в защиту Игоря Семенова», хотя он никогда не скрывал свое презрение к большевистскому правлению в 1917-1936 году. Большая половина Комитета состояла из ветеранов Великой Отечественной войны и труда. В его защиту публично выступал,среди прочих, армянин Н. Меликсетян. Он заявил, что обвинения Семенова в разжигании межнациональной розни с кавказцами, являются полной ложью. Он подтвердил, что Семенов боролся не с кавказцами, а с преступной кавказской мафией, что он всегда с уважением относился ко всем народам, которые вместе с русскими строит будущую Россию. С другой стороны в адрес прокуратуры Орловской области поступило несколько десятков заявлений от еврейских и сионистских организаций из США, Германии, Австралии, Голландии и других стран с требованием осудить Семёнова на длительные сроки заключения.
Все общественные, политические, некоммерческие правозащитные российские организации, принявшие участие в преследовании Игоря Семенова, создававшие из него образ нациста и фашиста в заявлениях в правоохранительные органы и в статьях в СМИ, и требовавшие возбуждение уголовных дел против него, в период после 2012 года и по нынешнее время были признаны российскими судами иностранными агентами, то есть лицами, которые будучи резидентами одной страны, активно представляют в ней зарубежные интересы. То есть, Семенова обвиняли предатели России. 

### После освобождения
После отбытия срока наказания Семёнов исчез из политической жизни города и переквалифицировался в писатели. В 2010 году в издательствах «Феникс» и «Алгоритм-книга» была издана его книга «Тайная миссия Христа». В ней он обосновал теорию о том, что Иисус Христос являлся не иудеем, а сыном парфянского царя Фраата V. По мнению Семёнова, Христос, прикрываясь образом пророка, появился в Иудее для создания «пятой колонны» против Рима; он (Христос) готовил восстание против римского правления в преддверии наступления парфянской армии из Каппадокии и через пустыню из Набатеи. Семёнов привел ряд доказательств того, что в Откровении Иоанна Богослова иносказательно описаны события римско-парфянской войны и гражданской войны в Парфии в 30-40 годах нашей эры. На страницах своей книги он отстаивает точку зрения, будто русские — это потомки царского рода Арсакидов, правившего в Парфии и ещё во многих странах севера и востока.
Армянский историк, профессор А. Адонц, ознакомившись с книгой «Тайная миссия Христа», написал следующую рецензию: "В недавно вышедшей в Ростове книге Семенова И. Л. «Тайная миссия Христа» приоткрываются поразительные сведения о личности Христа, о цели его миссии, о событиях в Иудее того времени, о последствиях его проповедей. Многое из изложенного и дотошно проанализированного автором не вяжется со стандартными версиями Нового Завета. Но многочисленные сноски, контекстуальный анализ истории Иудеи, Рима и Парфии того времени не позволяют усомниться в добросовестности автора и отнести его книгу к жанру легкой фантастики. Чувство, охватывающее армянина после чтения этой книги, можно сравнить с оглушительным ударом, пославшим боксера в нокаут. «Как? И мы всего этого не знали вот уже 1700 лет? А знают ли об этом наши пастыри? А что они тогда вообще проповедуют?». На том же сайте, в другом редакционном материале, вышедшем 21.07.2010 г., сказано: «Профессор А. Адонц уже сообщал о сенсационной книге „Тайная миссия Христа“, в которой говорится о том, что Иисус Христос происходит от парфянского царевича Фраата V и что Мария также парфянка. И что в ней вообще много нового и весьма интересного именно для армянского читателя. По просьбе многих посетителей сайта, „Юсисапайл“ предпринимает более детальное ознакомление с содержанием этого уникального научного труда».
Журналист-арабист, редактор дирекции арабского вещания спутникового телевизионного канала «Русия Альяум» («Россия сегодня») А. Ю. Васильков констатировал на сайте Клуба Военного института иностранных языков, в своей работе с символичным названием «Луч света через забитые окна»: «Вы, конечно, можете спросить: „Да кто он такой этот Семенов по сравнению с титанами богословия?“. На это можно ответить, что он такой же титан своей эпохи, который годами работал с первоисточниками, материалами, ставшими доступными в наше время, кои и не снились титанам прошлого, ограниченных рамками угроз быть обвиненными за ересь. Да могли ли те, под страхом быть сожженными на костре или преданными анафеме, касаться таких запретных тем? И очень хорошо, что историк цитирует источники, которые и сегодня не просто вот так вот взять и почитать, так как они все несут в себе энергию замедленного взрыва в умах тех, у кого ум присутствует».
Книга «Тайная миссия Христа» включена в фонды Президентской библиотеки Республики Беларусь (шифр хранения: 232.9/С302 / К/Х), Библиотеки Конгресса США (поисковый номер BT3 02.S46 2010), Публичной библиотеки Нью-Йорка (ReCAP 10-30097), библиотеки Дартмутского колледжа США (ocn608631745) и т. д. Ссылки на книгу «Тайная миссия Христа» уже встречаются в двух десятках научных исследований и книг. 27.02.2015 г. решением Советского районного суда г. Орла книга «Тайная миссия Христа» была признана экстремистским материалом за "разжигание межнациональной розни между древними иудеями и филистимлянами" (последнее упоминание о филистимлянах в исторических документах относится к I веку до н.э.). Выяснилось, что судебное заседание проводилось с существенным нарушением законности. Судебная коллегия по гражданским делам Орловского областного суда, рассмотрев дело повторно и по существу, 26.05.2015 г. отменила решение Советского районного суда. Книга И. Л. Семенова «Тайная миссия Христа» была полностью реабилитирована от подозрений в экстремизме. В ходе процесса, сторона обвинения собиралась вызвать в суд, в качестве свидетеля древнеримского историка Тацита, жившего в I- начале II века. 
В 2012—2016 годах Семёнов был замечен как автор и режиссёр нескольких документальных фильмов об Иране. Эти фильмы, в частности, распространяются на нескольких интернет-ресурсах, в том числе и на странице в «Живом журнале» посла Исламской республики Иран в России (2009—2013 гг.) Махмуда Резы Саджади и на официальном сайте посольства Исламской республики Иран в России. По данным журнала «Деловой Иран» № 6 за 2013 год и последующих номеров, Семенов является членом редакционной коллегии данного международного бизнес-издания. Также его статьи встречаются на сайте «Иран ньюс», где он представлен как руководитель медийных проектов журнала «Деловой Иран».
В декабре 2011 года Семенов, по распоряжению президента Ирана Махмуда Ахмадинежада, был награжден послом Исламской республики Иран в России Сейедом Махмудом Резой Саджади ценным подарком за укрепление дружеских отношений между Ираном и Россией.
В июне 2016 года появилось сообщение о том, что он является «автором, переводчиком и редактором» на сайте экономических новостей Российского информационного агентства «Иран.ру». Позднее появилась информация, что он также является редактором отдела аналитики и политики этого интернет-ресурса. Он перенес на его страницы свое антилиберальное, антидемократическое, антизападное мировоззрение. 
В 2016 г. в американском издательстве «Lulu Press» была издана его книга «Как мы изгоняли Ельцина», в которой он дотошно рассказал об истории борьбы возглавляемых им организаций против правления президента России Б. Н. Ельцина. В книге также был подробно отражен период, связанный с «переворотом» генерала Рохлина и последующими событиями. Согласно материалам этой книги, Семенов был одним из региональных руководителей подготовки военного переворота генерала Л. Рохлина против президента страны Б.Н. Ельцина. Согласно сведениям, изложенным в этой книге, подразделение, которым командовал Игорь Семенов, должно было взять под контроль здание Генерального штаба Вооруженных сил России и прилегающие к нему районы.  
В 2016 г. в издательстве «Ридеро» (Екатеринбург) были также изданы книги Семенова «История и достопримечательности провинций Ирана» и «Иисус Христос — царь Парфии», в которой он вернулся к теме исследования национального происхождения Иисуса Христа и его роли в исторических процессах двухтысячелетней давности.
На странице Орловской энциклопедии "Орлец", отражающей мнения людей, резко отрицательно относящихся к таким, как Семенов,  он был охарактеризован следующим образом: "Человек-легенда, по сравнению с которым современная слава Игоря Стрелкова (руководителя "Русской весны" на Донбассе) - это всего лишь банальная интернет-популярность.
В августе 2018 года Игорь Семенов спас на улице гражданку Марину Лобанову, подвергшуюся нападению вооруженного преступника, а также оказал ей первую медицинскую помощь, стараясь остановить кровь из многочисленных ран, благодаря чему Лобанова выжила. На суде, Марина Лобанова заявила, что Игорь Семенов спас ей жизнь, за что она ему благодарна.    
В декабре 2019 года И.Л. Семенов был награжден Благодарностью от Губернатора Орловской области "за активную военно-патриотическую работу с населением".   
С середины 2019 года Игорь Семенов является заместителем председателя Правления Орловской региональной общественной организации ветеранов Пограничных войск. В 2020 году Игорь Семенов стал одним из создателей Кадетского пограничного класса им. М.Д. Поспелова в г. Орле, а в сентябре 2022 г. - Кадетского пограничного класса им. А.Н. Сырцева.    
В апреле 2021 года И.Л. Семенов был избран заместителем председателя Орловского областного совета ветеранов войны, труда, Вооруженных сил и правоохранительных органов. Тогда же он стал редактором газеты "Ветеран Орловщины". 26 мая 2021 года он повторно был награжден Благодарностью Губернатора Орловской области за активную общественную деятельность.     
В феврале 2022 года Игорь Семенов был награжден Почетной грамотой Орловского областного совета народных депутатов за активную многолетнюю общественную деятельность.      
В октябре 2022 г. он был удостоен знака "75 лет Победы" от ветеранской организации Управления ФСБ по Орловской области! Подобная награда ему была вручена от Орловского отделения Всероссийской организации ветеранов Вооруженных сил.        
В декабре 2022 г. на Гражданском конгрессе Орловской области И.Л. Семенов был награжден премией "Гражданское признание 2022" в номинации "Военно-патриотическая работа" от Общественной  палаты Орловской области, и получил хрустальную статуэтку и диплом.        

## Публикации
Статьи И. Л. Семёнова печатались в газетах:

| - «Орловская правда», - «Орловские вести», - «Русские ведомости» (Москва), - «Русская газета» (Москва), | - «Я-русский» (Москва), - «Центральная Россия», - «Единство», - «Дозор», | - «Наше Отечество» (Санкт-Петербург), - «Русский вестник» (Москва), |

Военно-исторический журнал "Орловский военный вестник"
- Журнал «Деловой Иран».

## Фильмография
Фильмы, снятые Игорем Семёновым:

| - «Деловой Иран» в Хузестане", - «Хузестан сегодня», - «Провинции Ирана: Хузестан», - «Исфахан сегодня», - «Деловой Иран» в Исфахане", - «Тегеран. Научно-развлекательный парк „Фаномуз“». - «Достопримечательности Ирана: Исфахан», - «Деловой Иран» в Бушере", | - «Бушер сегодня». - «Достопримечательности Ирана: Бушер». - «Провинция Гилян сегодня». - «Деловой Иран» в провинции Гилян". - «Достопримечательности Ирана: Гилян». - «Деловой Иран» в провинции Фарс". |

- Провинция Фарс сегодня"[50]
- «Достопримечательности Ирана: провинция Фарс»[51]
- «Достопримечательности Ирана: провинция Хамадан»[52]
- «Хамадан сегодня»[53]
- «Деловой Иран» в провинции Хамадан"[54]
- «Деловой Иран» в Лурестане"
- «Достопримечательности Ирана: Лурестан»
- «Лурестан сегодня»